# Новодеревенский сельсовет (Ставропольский край)
Новодеревенский сельсовет — упразднённое сельское поселение в Кочубеевском районе Ставропольского края Российской Федерации.
Административный центр — село Новая Деревня.

## История
Статус и границы сельского поселения установлены Законом Ставропольского края от 4 октября 2004 год № 88-КЗ «О наделении муниципальных образований Ставропольского края статусом городского, сельского поселения, городского округа, муниципального района».
С 16 марта 2020 года, в соответствии с Законом Ставропольского края от 31 января 2020 г. № 7-кз, все муниципальные образования Кочубеевского муниципального района были преобразованы путём их объединения в единое муниципальное образование Кочубеевский муниципальный округ.

## Население
| 1989  | 2002  | 2010  | 2011  | 2012  | 2013  | 2014  |
| ----- | ----- | ----- | ----- | ----- | ----- | ----- |
| 5094  | ↗6083 | ↘6009 | ↘5999 | ↘5886 | ↘5864 | ↘5812 |
| 2015  | 2016  | 2017  | 2018  | 2019  | 2020  |       |
| ↗5839 | ↗5917 | ↘5900 | ↘5815 | ↘5735 | ↘5658 |       |

### Национальный состав
По итогам переписи населения 2010 года проживали следующие национальности (национальности менее 1 %, см. в сноске к строке "Другие"):
| Национальность | Численность | Процент |
| -------------- | ----------- | ------- |
| Русские        | 5624        | 93,59   |
| Украинцы       | 93          | 1,55    |
| Другие         | 292         | 4,86    |
| Итого          | 6009        | 100,00  |

## Состав сельского поселения
| №  | Населённый пункт | Тип населённого пункта       | Население |
| -- | ---------------- | ---------------------------- | --------- |
| 1  | Воротниковский   | хутор                        | ↘89       |
| 2  | Дегтярёвский     | хутор                        | ↘500      |
| 3  | Маковский        | хутор                        | ↗200      |
| 4  | Новая Деревня    | село, административный центр | ↘2036     |
| 5  | Новозеленчукский | хутор                        | ↘700      |
| 6  | Новокубанский    | хутор                        | →0        |
| 7  | Новородниковский | хутор                        | ↗200      |
| 8  | Прогресс         | хутор                        | ↗1059     |
| 9  | Рабочий          | посёлок                      | →700      |
| 10 | Харьковский      | хутор                        | ↗500      |